# 21888 Ďurech
21888 Ďurech è un asteroide della fascia principale. Scoperto nel 1999, presenta un'orbita caratterizzata da un semiasse maggiore pari a 3,0613648 UA e da un'eccentricità di 0,0366187, inclinata di 9,17228° rispetto all'eclittica.